# Brendan Venter
Brendan Venter (Johannesburgo, 29 de diciembre de 1969) es un médico y ex–jugador sudafricano de rugby que se desempeñaba como centro.

## Selección nacional
Fue convocado a los Springboks por primera vez en junio de 1994 para enfrentar al XV de la Rosa, no fue un jugador regular en su seleccionado y disputó su último partido en octubre de 1999 ante los Teros. En total jugó 17 partidos y marcó dos tries para un total de diez puntos.

### Participaciones en Copas del Mundo
Disputó las Copas del Mundo de Sudáfrica 1995 donde se consagró campeón del Mundo y Gales 1999 donde jugó su último mundial, le marcó un try al XV del Cardo y los Springboks resultaron eliminados por los Wallabies en semifinales y luego vencieron a los All Blacks en el partido por el tercer lugar. Venter se retiró del seleccionado una vez finalizado el torneo.
| Mundial                       | Sede      | Resultado     | PJ | Tries |
| ----------------------------- | --------- | ------------- | -- | ----- |
| Copa Mundial de Rugby de 1995 | Sudáfrica | Campeón       | 4  | 0     |
| Copa Mundial de Rugby de 1999 | Gales     | Tercer puesto | 2  | 1     |

## Palmarés
- Campeón de la Currie Cup de 1997.
- Campeón de la Anglo-Welsh Cup de 2002.